# Jean-Marc Mwema
Jean-Marc Mwema (Merksem, 5 de diciembre de 1989) es un jugador belga de baloncesto. Mide 1,96 metros de altura y puede ocupar tanto la posición de Alero como la de Ala-Pívot. Pertenece a la plantilla del Club Baloncesto Lucentum Alicante de la Liga LEB Oro. Es internacional absoluto con Bélgica.

## Trayectoria
Mwema de raíces congoleñas, jugó de 1996 a 2004 el Brasschaat, de 2004 a 2006 en el Sint Jan Antwerpen y de 2006 a 2008 en el Ticino Merksem, en los tres equipos en las categorías inferiores. Después pasó al Port of Antwerp Giants donde está actualmente. Las dos primeras temporadas las pasó en el filial. Con el Antwerp Giants ha jugado Eurochallenge. Renovó en 2013 hasta el final de la temporada 2015-2016.  Ganó el Jugador Más Mejorado de la Liga Belga en 2012.
En la temporada 2021-22, firma por el Antwerp Giants en la BNXT League.
En agosto de 2024, firma por el Club Baloncesto Lucentum Alicante de la Liga LEB Oro.

## Selección nacional
Participó en el Eurobasket 2013 en Eslovenia. 
Participó en el Eurobasket 2015, donde Bélgica está encuadrada en el Grupo D, junto a Estonia, Lituania, Ucrania, República Checa y Letonia.
En septiembre de 2022 disputó con el combinado absoluto belga el EuroBasket 2022, finalizando en decimocuarta posición.